# Istituto Árni Magnússon
L’Istituto Árni Magnússon (Stofnun Árna Magnússonar)  è un museo e un istituto di studi storici situato a Reykjavík in Islanda. È stato fondato nel 1971 appositamente per accogliere l'importante collezione di manoscritti medievali islandesi di Árni Magnússon.
Dopo aver incorporato progressivamente, negli anni, altri enti analoghi dell'isola, l'Istituto Árni Magnússon è diventato il più importante centro mondiale di studi classici islandesi. La sede principale è situata nel complesso dell'Università di Islanda a cui l'istituto è collegato a livello amministrativo mantenendo tuttavia una gestione indipendente nell'ambito della ricerca e la conservazione dei documenti.

## La collezione di manoscritti islandesi

### Costituzione
Árni Magnússon (1663-1730) si trasferì in Danimarca nel 1682-1683 come studente e discepolo del dotto medico e matematico danese Thomas Bartholin per stabilirvisi, poi, definitivamente nel 1701 quando ottenne una cattedra all'Università di Copenaghen.
Appassionato archivista, Magnússon iniziò a collezionare manoscritti islandesi antichi riuscendo a realizzare nel corso degli anni una raccolta cospicua (oltre 2000 codici) e di notevole valore storico, letterario e artistico, conosciuta col nome di Arnamagnæan Codex.
La collezione venne conservata nei depositi dell'Università di Copenaghen (di cui Magnússon fu docente per molti anni) e successivamente nella Biblioteca Reale Danese, sempre a Copenaghen, per essere, infine, ceduta, in larga parte, all'Islanda il 21 aprile 1971 andando a costituire la collezione dell'istituto islandese.

### Composizione
Nella collezione del Magnússon sono presenti codici molto importanti che sono alla base del patrimonio culturale islandese:
- i due manoscritti del Codex Regius (siglati come GKS 2367 4° e GKS 2365 4°) che contiene l'edizione originale dell'Edda poetica e una delle quattro edizioni canoniche dell'Edda in prosa;
- un'altra copia dell'Edda in prosa di Snorri Sturluson, la cosiddetta Edda oblongata[1] (siglato AM 738 4°);
- due copie (siglate AM 113 a fol e AM 113 b fol) dell'Íslendingabók (Libro degli islandesi[2]) redatte nel XVII secolo da Jón Erlendsson per il vescovo Brynjólfur Sveinsson già scopritore del Codex Regius;
- il Landnámabók (Libro dell'insediamento), il più antico manoscritto sulla colonizzazione norvegese dell'Islanda nel IX-X secolo;
- il Flateyjarbók (Libro dell'isola piatta) siglato come GKS 1005 fol, pregevole manoscritto miniato che raccoglie la maggior parte delle saghe dei re norvegesi che compongono l'Heimskringla di Snorri Sturluson con varie integrazioni originali quali per esempio l'unica copia del poema eddico Hyndluljóð;
- il manoscritto Stofnun Árna Magnússonar á Íslandi (siglato SÁM 66), una raccolta dell'Edda poetica contenente carmi assenti nel Codex Regius come lo Svipdagsmál.